# Bad Bones
I Bad Bones sono un gruppo musicale hard rock italiano, formatosi a Ceva nel 2007 su iniziativa dell'ex bassista dei White Skull, Stefano Balocco a cui si unirono il fratello Lele, ex batterista dei Mirsie e Mekk Borra, ex chitarrista degli AnthenorA.

## Storia
Si formano nel maggio del 2007 a Ceva composti da Steve Balocco, Mekk Borra e Lele Balocco. Un anno dopo viene autoprodotto il loro album di debutto Smalltown Brawlers. Dopo ottime recensioni da parte di importanti riviste italiane del settore (Metal Maniac, Rock Hard, Hard n Heavy) e molti concerti in tutta Italia, tutte le 500 copie furono esaurite in tre mesi.
Nell'estate del 2008 la band ha fatto un tour di due mesi negli Stati Uniti d'America con ventidue spettacoli, esibendosi in locali come il Whisky a Go Go di Los Angeles e partecipando alla Hollywood Rock Convention dividendo il palco con Pretty Boy Floyd ed Enuff'Z'Nuff al Key Club di Hollywood.
Nei primi mesi del 2009 la band si esibisce in diversi spettacoli in Italia, Francia, Svizzera, Repubblica Ceca e Germania.
Nel marzo 2009 è stata pubblicata una nuova edizione di Smalltown Brawlers attraverso Madhouse Music/Red Pony e distribuita da Audioglobe in Italia e GMR in Scandinavia. Successivamente è stato pubblicato l'EP Dead Boy, contenente le tre tracce bonus di Smalltown Brawlers (tra cui la cover di We Want Live with R'n'R dei Vanadium con Pino Scotto alla voce) e un inedito (Don't Let the Spirits Get In) presente sul loro prossimo album, A Family Affair.
In aprile pubblicano il loro primo videoclip, Bad Bone Boogie, diretto dal regista Roberto Schoepflin. Un mese dopo la band torna negli Stati Uniti per altri spettacoli. Suona in diversi festival estivi come band di sostegno per Hardcore Superstar, Entombed, Crucified Barbara e Elvenking.
Nel gennaio 2010, il gruppo firma un accordo con Nadir Music e Audioglobe per il loro nuovo album, A Family Affair, uscito il 14 maggio 2010. Si è esibita il 20 marzo all'Italian Gods Of Metal all'Alcatraz di Milano e il 24 aprile all'Italian Headbangers Fest a Roma.
Il 6 settembre 2011 entra nella band Max Malmerenda.
Nel giugno 2012 la band entra al Modulo Studio di Cuneo, sotto la produzione di Riccardo Parravicini, incide le 11 tracce che comporranno il loro terzo album in studio Snakes and Bones, uscito nel novembre 2012 per Bagana Records/Audioglobe. L'album viene supportato da un lungo tour che inizia nel novembre del 2012 e finisce nell'ottobre del 2013; la band promuove il terzo disco attraverso l'Italia, la Francia, la Germania, la Svizzera e, nel maggio 2013, otto date negli Stati Uniti d'America, tra cui il ritorno presso il Whisky A Go Go il 10 maggio. Il tour è terminato il 12 ottobre 2013 a Marsiglia.
Nel dicembre 2013 Mekk Borra decide di lasciare la band per motivi personali e viene sostituito alla chitarra da SerJoe Aschieris. Nell'aprile dello stesso anno il gruppo ha pubblicato un'edizione deluxe di  Snakes and Bones contenente tre bonus track: l'inedito Shake Me e le reinterpretazioni di Dancing on the Ceiling di Lionel Richie e Don't Stop Believin' dei Journey (di quest'ultima è stato realizzato un videoclip). La band esordisce all'Alcatraz di Milano supportando gli Steel Panther e riparte per un tour che la vede impegnata in Italia e in Europa per il 2014.
Nell'agosto del 2016 viene annunciata la pubblicazione di un nuovo album anticipato dal primo singolo Me Against Myself.
Prodotto dal gruppo insieme a Simone Mularoni, Demolition Derby è stato pubblicato il 7 novembre 2016 in Italia, il 15 dicembre in Europa, il 20 gennaio 2017 negli Stati Uniti d'America e il 23 febbraio 2017 in Giappone e ha visto come ospiti Roberto Tiranti (Labyrinth, Wonderworld) e Alessandro Del Vecchio (Hardline and More). L'album è stato accolto in maniera positiva dalla critica specializzata, permettendo ai Bad Bones di apparire sulla copertina del periodico Metal Hammer nel novembre 2016.  il "Demolition Derby Tour" parte nell'autunno del 2016 con una serie di date in Italia, nel marzo del 2017 la band sbarca per la prima volta in Russia con un tour di cinque date Ryazan, Kaluga, Mosca, Vologda e Yaroslav  prosegue con altre date in Italia quindi in Germania e nei Baltici: il 9 luglio del 2017 la band festeggia i dieci anni di attività con un concerto speciale al Nuvolari di Cuneo, che vede il ritorno sul palco del chitarrista storico Mekk Borra per alcuni brani e l'ospitata di Roberto Tiranti cantante dei Labyrinth (gruppo musicale).  Nel novembre del 2017 parte l'"Endless Road USA Tour" che porta la band ancora una volta negli States, si esibiscono a Ventura, North Hollywood, Anaheim, Canoga Park e chiudono il tour con un concerto da headliner allo storico club Whisky a Go Go di Los Angeles. Nel dicembre 2017 la band rilascia il video ufficiale di "Endless Road", secondo singolo di "Demolition Derby" e inizia a lavorare al nuovo album.
Le registrazioni del nuovo lavoro si svolgono a San Marino presso il Domination Studio con la produzione di Simone Mularoni nel marzo del 2018 e nell'aprile 2018 a Genova sotto la guida di Roberto Tiranti, il 24 agosto la band rilascia un comunicato stampa in cui annuncia la notizia che il nuovo album si intitolerà "High Rollers" ed uscirà per Sliptrick Records il 23 ottobre 2018 il primo ottobre 2018 la band rilascia il primo singolo con il video di "American Days" girato durante l'ultimo tour della band negli Stati Uniti. L'"High Rollers Tour"  partirà con il release party previsto per il 16 novembre al Blah Blah di Torino, il tour include date in Italia Germania Lituania e Lettonia.
Nel maggio del 2019 i Bad Bones suonano al Metalitalia Festival assieme ad Hardcore Superstar, Gotthard, Crazy Lixx e Phil Campbell . Il tour di High Roller si conclude a luglio e la band prende una pausa. Nell'autunno 2019 i Bad Bones annunciano la reunion nella formazione originaria, reintegrando in formazione Mekk Borra, il trio originario si imbarca nel "Back in the Small-town Tour '19" che parte il 19 ottobre dall'HT Factory di Seregno e si protrae fino al febbraio del 2020 quando viene sospeso per causa del COVID.
A questo punto la band si prende una pausa e torna in studio nel dicembre del 2022 per registrare il suo sesto album "Hasta El Final!" . Le sessioni di registrazione si svolgono a Dronero (CN) presso il Rima Maia Studio, sotto la supervisione del produttore Riccardo Paravicini, già al lavoro con Niccolò Fabi, Max Gazzè, Levante e Marlene Kuntz. Il 31 gennaio 2023 la band annuncia di aver firmato un contratto discografico con l'etichetta torinese Rockshots Records, rilasciando il primo singolo "Bandits" e comunicando l'uscita di "Hasta El Final!" fissata per il 17 Marzo.
Il 7 Marzo viene rilasciato il secondo singolo "Wanderers & Saints".
L'"Hasta El Tour" parte il 23 febbraio da Chiavari e attraversa l'Italia nella primavera del 2023.

## Formazione
Attuale
- Mekk Borra - voce e chitarra (2007-2013 e 2019 - presente)
- Steve Balocco – basso, cori (2007-presente)
- Lele Balocco – batteria (2007-presente)

Ex-componenti
- Max Malmerenda – voce(2013-2019)
- Sergio Aschieris - chitarra (2013 - 2019)

## Discografia
Album in studio
- 2008 - Smalltown Brawlers
- 2010 - A Family Affair
- 2012 - Snakes and Bones
- 2016 - Demolition Derby
- 2018 - High Rollers
- 2023 - Hasta El Final!

EP
- 2009 - Dead Boy